# Tony Orlando

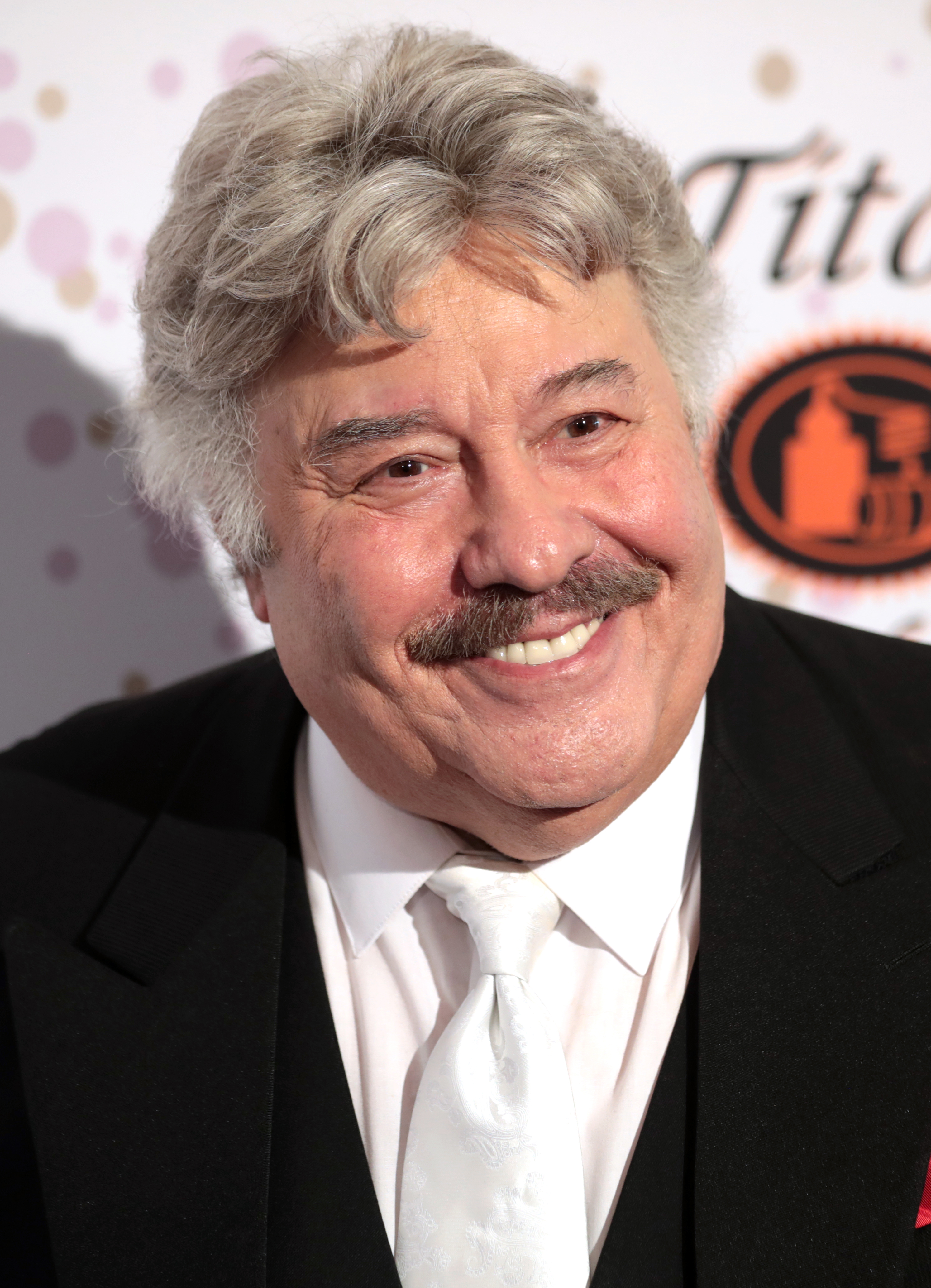
Tony Orlando (2022)

Michael Antony „Tony“ Orlando Cassavitis (* 3. April 1944 in New York City) ist ein US-amerikanischer Sänger, der in den 1970er Jahren insbesondere in dem Pop-Trio Dawn weltweite Erfolge hatte.

## Leben
1960 studierte Orlando an der Hochschule für Flugwesen in Queens. Dort wurden eher zufällig seine gesanglichen Qualitäten entdeckt. Er bekam einen Plattenvertrag und veröffentlichte 1961 die erste Single Halfway to Paradise, die Platz 39 der US-Charts erreichte. Die nächste Single Bless You erreichte Platz 15 und kam in Großbritannien sogar auf Platz 5.
1970 nahm er mit den beiden Sängerinnen Telma Hopkins und Joyce Vincent ein Demoband unter dem Namen Dawn auf. Die dabei entstandene Single Candida wurde ein Millionenerfolg. Unter wechselnden Bandnamen folgten vier weitere Millionenseller, bis sich die Formation 1977 auflöste.
2012 spielte Orlando in dem Film Der Chaos-Dad (orig. That's My Boy) eine Nebenrolle.

## Diskografie
Für Platzierungen mit Dawn siehe hier.

### Singles
| Jahr | Titel Album                    | Höchstplatzierung, Gesamtwochen, AuszeichnungChartplatzierungen (Jahr, Titel, Album, Platzierungen, Wochen, Auszeichnungen, Anmerkungen) | Höchstplatzierung, Gesamtwochen, AuszeichnungChartplatzierungen (Jahr, Titel, Album, Platzierungen, Wochen, Auszeichnungen, Anmerkungen) | Anmerkungen |
| Jahr | Titel Album                    | UK | US | Anmerkungen |
| ---- | ------------------------------ | --- | --- | ----------- |
| 1961 | Halfway To Paradise            | — | US39 (8 Wo.)US |             |
| 1961 | Bless You                      | UK5 (11 Wo.)UK | US15 (12 Wo.)US |             |
| 1961 | Happy Times (Are Here To Stay) | — | US82 (3 Wo.)US |             |
| 1969 | Make Believe                   | — | US28 (9 Wo.)US |             |
| 1979 | Sweets For My Sweet            | — | US54 (6 Wo.)US |             |